# Japhet N'Doram
Pour les articles homonymes, voir Japhet (homonymie) et N'Doram.
Japhet N'Doram, est un footballeur international, entraîneur et responsable sportif tchadien né le 27 février 1966 à Fort-Lamy (ancien nom de N'Djaména) au  Tchad. Il est le frère du footballeur international tchadien Jonathan Beassel et le père du footballeur français Kévin N'Doram.

## Biographie

### Carrière de joueur en club

#### Jeunesse et débuts en Afrique
Il fait partie d'une famille nombreuse qui compte six sœurs et un frère. Il commence à travailler jeune comme pointeur, chargé de la surveillance et du contrôle, dans une entreprise sucrière.  
Il commence sa carrière dans les équipes de jeunes du Tourbillon FC, le club de la capitale tchadienne N'Djaména. Il intègre l'équipe première en 1985. Il gagne le championnat tchadien et la coupe du Tchad en 1987, ainsi qu'une seconde fois la coupe du Tchad en 1988. 
L'équipe du Tonnerre Kalara Club de Yaoundé le remarque à l'occasion d'un tournoi organisé à N'Djaména. Il fait ses débuts avec le club dans le championnat camerounais en 1989. Il gagne cette saison-là la coupe du Cameroun mais son équipe finit deuxième du championnat à un point du Racing Bafoussam. 

#### Détection et carrière en France
À l'occasion d'un stage avec l'équipe nationale du Tchad à Saint-Brévin-les-Pins en Loire-Atlantique, le conseiller technique régional Marcel Mao le repère. Il participe au recrutement du Tchadien par le FC Nantes, club avec lequel il signe un contrat en 1990 à l'âge de 24 ans. 
En France, il joue pour le FC Nantes. Il y marque de nombreux buts importants dont le 2000e but de l'histoire du club en Ligue 1 (sur penalty, contre le Lille OSC, victoire 1-0) et un but lors de la victoire (3-2) en match retour de la Ligue des champions contre la Juventus.
À Nantes, il est dirigé par Jean-Claude Suaudeau qui participe à déployer le « jeu à la nantaise ». Il atteint la finale de la Coupe de France en 1993 avec le club. Deux ans plus tard, il remporte le titre de champion de France en 1995 après 31 matchs sans défaite. Lors des saisons 1995-1996 et 1996-1997, il est replacé avant-centre. Pour sa dernière saison au club, toujours entraîné par Jean-Claude Suaudeau, il inscrit 21 buts en championnat et permet au FC Nantes de terminer à la troisième place.
Il poursuit sa carrière à l'AS Monaco de Jean Tigana lors de la saison 1997-1998. L'équipe dispute cette année-là la Ligue des champions. Cependant il joue peu car une sévère blessure au genou en décembre 1997 le contraint à prendre sa retraite de joueur à l'issue de la saison.
En 2022, le magazine So Foot le classe dans le top 1000 des meilleurs joueurs du championnat de France, à la 44e place.

### Carrière de joueur en équipe nationale
Il dispute 36 matchs et marque 13 buts avec l'équipe nationale tchadienne. Cependant le contexte politique du Tchad empêche sa sélection de pouvoir s'inscrire aux éliminatoires des Coupes du monde 1990, 1994 et 1998. L'équipe est même contrainte d'abandonner la Coupe d'Afrique des Nations de 1994 organisée en Tunisie. 

### Carrière d'entraîneur et de responsable sportif
Après sa carrière de joueur, Japhet N'Doram rejoint le staff technique de Monaco en tant que recruteur de 1998 à 2005.
Le 28 juin 2005, à la suite de l'assemblée générale du FC Nantes, il est nommé responsable du recrutement en remplacement de Robert Budzynski. Le club change également de président et Rudi Roussillon succède à Jean-Luc Gripond. 
Le 12 février 2007, comme solution interne, il est nommé co-entraîneur du FC Nantes aux côtés de Michel Der Zakarian, en remplacement de Georges Eo. Il est limogé le 2 juillet 2007.
En 2008, le Ministère des Sports du Tchad le convainc d'assurer le développement du centre technique de Milezi-Farcha à N'Djaména. Le projet est soutenu par la FIFA dans le cadre du « Programme Goal » pour le développement du football. Il a pour but de développer le football national tchadien. La mauvaise gestion des dirigeants de la Fédération tchadienne de football (FTFA) le pousse à quitter ses fonctions en 2012.
Lors de la saison 2014-2015, il s'occupe de l'équipe de jeunes U15 de l'ES Haute-Goulaine. La saison suivante, à la demande de la direction du club, il prend la tête de l'équipe A des séniors de Haute-Goulaine. Il quitte son poste d'entraîneur à l'été 2020, remplacé par Pascal Delhommeau.
Depuis 2007, il est chargé de l'encadrement des jeunes à la direction des sports du Conseil départemental de la Loire-Atlantique. Depuis 2017, il anime deux fois par semaine des séances d'entraînement pour des mineurs isolés étrangers.
Malgré la réélection de Mahamoud Moctar en tant que président de la Fédération tchadienne de football (FTFA)  le 12 décembre 2020, le ministère de la Jeunesse et des Sports du Tchad décide de retirer définitivement sa délégation de pouvoirs à la FTFA le 11 mars 2021. Un « comité national de gestion provisoire du football » est mis en place par décret le 12 mars pour douze mois non renouvelables. Japhet N'Doram en prend la présidence. 

## Style de jeu et personnalité
Joueur à la technique remarquable doté d'une très bonne vision du jeu, il est surnommé « le sorcier de la Beaujoire ». 
Il peut évoluer aussi bien au poste de meneur de jeu qu'à celui d'avant-centre. 
Il est touché par de nombreuses blessures au cours de sa carrière. En décembre 1997, alors qu'il est arrivé en juin 1997 à l'AS Monaco, il se blesse gravement au genou. Il subit plusieurs opérations mais est contraint d'arrêter sa carrière à l'issue de la saison 1997-1998. 

## Statistiques
| Saison                | Club                  | Championnat           | Championnat | Championnat | Coupe nationale | Coupe nationale | Coupe de la Ligue | Coupe de la Ligue | Supercoupe | Supercoupe | Compétition(s) continentale(s) | Compétition(s) continentale(s) | Compétition(s) continentale(s) | Total | Total |
| Saison                | Club                  | Division              | M.          | B.          | M.              | B.              | M.                | B.                | M.         | B.         | Comp.                          | M.                             | B.                             | M.    | B.    |
| 1989-1990             | Tonnerre Yaoundé      | D1                    | 32          | 18          | -               | -               | -                 | -                 | -          | -          | -                              | -                              | -                              | 32    | 18    |
| Sous-total            | Sous-total            | Sous-total            | 32          | 18          | -               | -               | -                 | -                 | -          | -          | -                              | -                              | -                              | 32    | 18    |
| 1990-1991             | FC Nantes             | D1                    | 19          | 2           | 3               | 1               | -                 | -                 | -          | -          | -                              | -                              | -                              | 22    | 3     |
| 1991-1992             | FC Nantes             | D1                    | 25          | 4           | 1               | 0               | -                 | -                 | -          | -          | -                              | -                              | -                              | 26    | 4     |
| 1992-1993             | FC Nantes             | D1                    | 31          | 10          | 5               | 0               | -                 | -                 | -          | -          | -                              | -                              | -                              | 36    | 10    |
| 1993-1994             | FC Nantes             | D1                    | 26          | 8           | 4               | 0               | -                 | -                 | -          | -          | C3                             | 1                              | 0                              | 31    | 8     |
| 1994-1995             | FC Nantes             | D1                    | 31          | 12          | -               | -               | 1                 | 1                 | -          | -          | C3                             | 8                              | 3                              | 40    | 16    |
| 1995-1996             | FC Nantes             | D1                    | 24          | 15          | -               | -               | 1                 | 1                 | 1          | 0          | C1                             | 7                              | 3                              | 33    | 19    |
| 1996-1997             | FC Nantes             | D1                    | 35          | 21          | -               | -               | -                 | -                 | -          | -          | C4                             | 5                              | 6                              | 40    | 27    |
| Sous-total            | Sous-total            | Sous-total            | 192         | 72          | 13              | 1               | 2                 | 2                 | 1          | 0          | -                              | 21                             | 12                             | 229   | 87    |
| 1997-1998             | AS Monaco             | D1                    | 13          | 1           | -               | -               | -                 | -                 | 1          | 2          | C1                             | 2                              | 0                              | 16    | 3     |
| Sous-total            | Sous-total            | Sous-total            | 13          | 1           | -               | -               | -                 | -                 | 1          | 2          | -                              | 2                              | 0                              | 16    | 3     |
| Total sur la carrière | Total sur la carrière | Total sur la carrière | 237         | 91          | 13              | 1               | 2                 | 2                 | 2          | 2          | -                              | 23                             | 12                             | 277   | 108   |

## Repères
- 1er match en D1 : 22 septembre 1990, Nantes - Saint-Étienne

## Palmarès

### En tant que joueur
Tourbillon FC
- Champion du Tchad en 1987
- Vainqueur de la Coupe du Tchad en 1987 et 1988

 Tonnerre de Yaoundé
- Vice-champion du Cameroun en 1989
- Vainqueur de la Coupe du Cameroun en 1989

 FC Nantes
- Champion de France en 1994-1995
- Finaliste de la Coupe de France en 1992-1993
- Finaliste du Trophée des champions en 1995
- Demi-finaliste de la Ligue des champions en 1995-1996
- Demi-finaliste de la Coupe Intertoto en 1996

 AS Monaco
- Vainqueur du Trophée des champions en 1997
- Demi-finaliste de la Ligue des champions en 1997-1998

### En tant qu'entraîneur
ES Haute-Goulaine
- Champion de D3 du District de Loire-Atlantique en 2016-2017
- Champion de D2 du District de Loire-Atlantique en 2017-2018

### Distinctions individuelles
- Membre de l'équipe-type de Division 1 en 1997

## Carrière d'entraîneur / dirigeant
- 1998 - 2005 : Recruteur à l'AS Monaco
- 2005 - 2007 : Recruteur au FC Nantes
- 2007 : Co-entraîneur du FC Nantes
- 2008 - 2012 : Responsable du développement du centre technique de Milezi-Farcha à N'Djaména
- 2014 - 2015 : Entraîneur des U15 de l'ES Haute-Goulaine
- 2015 - 2020 : Entraîneur de l'équipe A de l'ES Haute-Goulaine
- 2021 - ... : Président du comité de gestion provisoire du football du Tchad